# 토기안바비루사
토기안바비루사(Babyrousa togeanensis)는 우제목/경우제목 멧돼지과에 속하는 멧돼지의 일종이다. 멜랑주바비루사라는 이름으로도 불린다. 바비루사 중에서 가장 크다. 인도네시아 토기안 제도에서 발견되며, 2002년까지는 바비루사(Babyrousa babyrussa)의 아종으로 간주되었다. 잘 알려진 북술라웨시바비루사와 비교하여 토기안바비루사가 더 크고, 잘 발달한 꼬리 술을 갖고 있으며, 수컷의 윗 송곳니가 상대적으로 짧고 가늘고 앞쪽으로 휘어져 모인다.